# Raión de Varash
El raión de Varash (en ucraniano: Вараський район) es un raión de Ucrania perteneciente a la óblast de Rivne. Se ubica en el noroeste de la óblast, junto a la frontera con Bielorrusia. Su capital es la ciudad de Varash.
El raión fue creado en la reforma territorial de 2020 mediante la fusión de la hasta entonces ciudad de importancia regional de Varash con los hasta entonces raiones de Zarichne y Volodymyrets.
En 2020 tenía una población estimada de 139 000 habitantes.

## Subdivisiones
Tras la reforma territorial de 2020, el raión incluye 8 municipios: la ciudad de Varash (la capital), los asentamientos de tipo urbano de Volodýmyrets, Zarichne y Rafálivka y los municipios rurales de Antónivka, Kanónychi, Loknytsia y Polytsi.